# Gavin Floyd
Pour les articles homonymes, voir Floyd.
Gavin Christopher Floyd (né le 27 janvier 1983 à Annapolis, Maryland, États-Unis) est un ancien lanceur droitier qui a évolué dans la Ligue majeure de baseball de 2004 à 2016.

## Carrière

### Phillies de Philadelphie
Après des études secondaires à la Mount Saint Joseph High School de Baltimore (Maryland), Gavin Floyd est drafté au premier tour (4e choix) par les Phillies de Philadelphie le 5 juin 2001. Il perçoit un bonus de 4,2 millions de dollars à la signature de son premier contrat professionnel le 24 août 2001.
Floyd passe trois saisons en Ligues mineures au sein de l'organisation des Phillies avant d'effectuer ses débuts en Ligue majeure. Durant cette période, il porte les couleurs des Lakewood Blue Caws (A, 2002), des Clerawater Phillies (A+, 2003), des Reading Phillies (AA, 2004) et des Scranton/Wilkes-Barre Red Barons (AAA, 2004).
Floyd intègre l'effectif des Phillies en fin de saison 2004 et il débute en ligue majeure le 3 septembre 2004. Contre les Mets de New York, il reste sur le monticule pendant sept manches et enregistre sa première victoire au plus haut niveau.
Floyd commence la saison 2005 avec les Phillies, mais il est réaffecté en Triple-A dès la fin du mois d'avril. Il retrouve les terrains de Ligue majeure en fin de saison. Même type de parcours en 2006. Floyd ne joue avec les Phillies que du 7 avril au 1er juin avant d'être renvoyé en Ligues mineures, sans retour en Majeures en fin de saison cette fois. Il accroche toutefois à son tableau de chasse son premier blanchissage en carrière lors d'une partie jouée en cinq manches contre les Mets de New York le 11 mai.

### White Sox de Chicago

#### Saison 2007
Floyd est échangé aux White Sox de Chicago le 6 décembre 2006. Il passe chez les Sox en compagnie de Gio Gonzalez en retour de Freddy García.
Décevant lors de l'entraînement de printemps 2007 des White Sox, Floyd est affecté en Triple-A chez les Charlotte Knights en début de saison. Il est rappelé en Ligue majeure le 5 juillet, et, depuis lors, s'impose comme un titulaire malgré une partie catastrophique le 6 juillet face aux Twins du Minnesota. À l'occasion de cette première partie sous l'uniforme des Sox, il concède la défaite et six points en six manches lancées.

#### Saison 2008

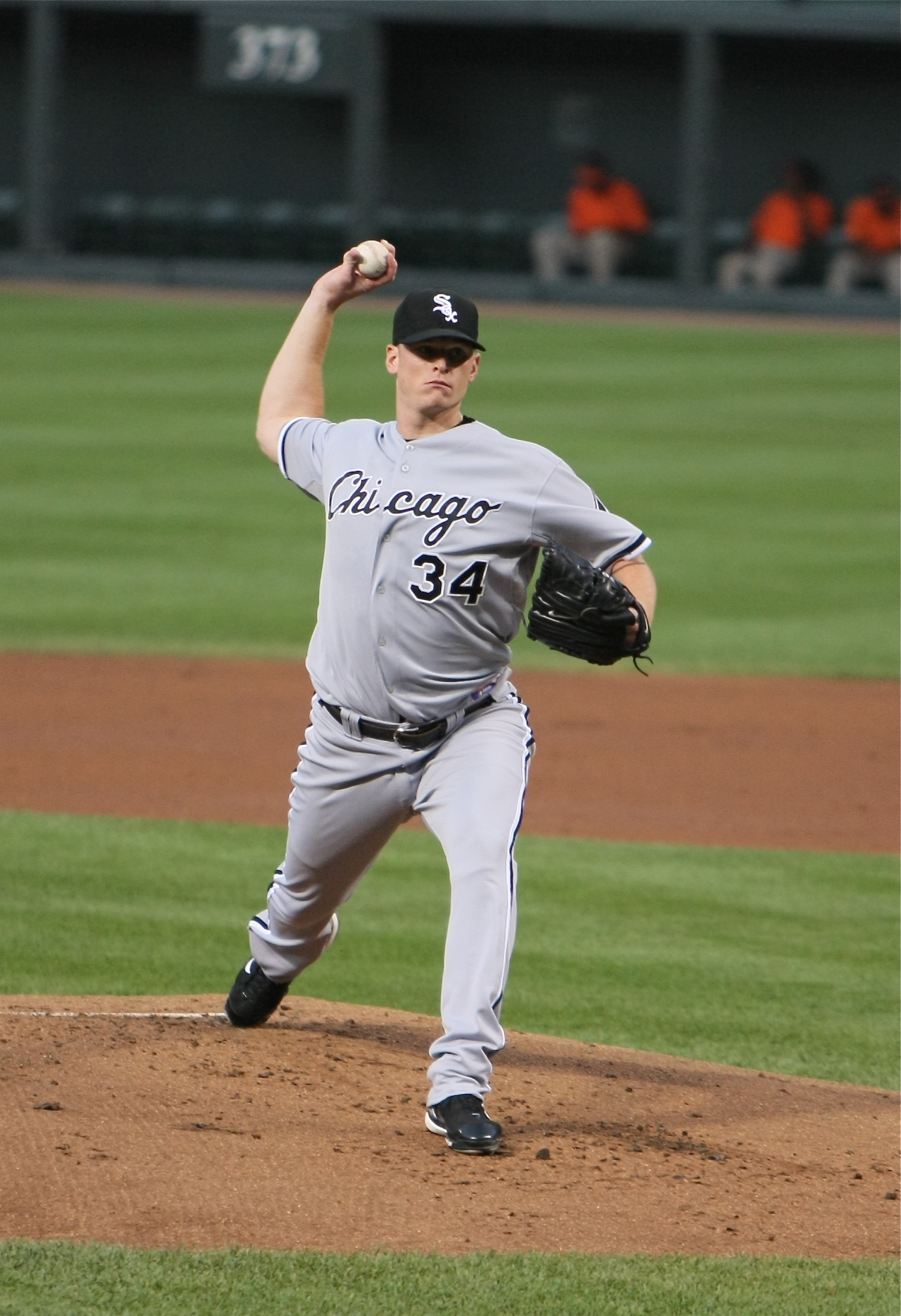
Gavin Floyd au monticule pour les White Sox face aux Orioles en 2008.

En 33 départs en 2008, Floyd se classe parmi les meneurs (6e de la Ligue américaine pour les victoires. Il remporte 17 parties contre seulement 8 défaites et maintient une moyenne de points mérités de 3,84 en 206 manches et un tiers lancées.
Floyd est le lanceur partant de la partie du 29 septembre 2008 face aux Tigers de Détroit, déterminante pour accrocher un match de barrage face aux Twins du Minnesota pour le titre de la Division centrale de la Ligue américaine.

#### Saison 2009
Le 22 mars 2009, il signe un contrat de quatre ans en faveur des White Sox pour 15,5 millions de dollars. Ses performances de 2009 sont beaucoup moins bonnes que l'année précédente : de 17-8, sa fiche victoires-défaites passe à un modeste 11-11 et sa moyenne de points mérités grimpe de quelques points pour atteindre 4,06 en 193 manches lancées.

#### Saison 2010
Floyd dispute en 2010 sa troisième saison consécutive avec un minimum de trente matchs comme lanceur partant. Nommé lanceur du mois de juillet en Ligue américaine, il reste toutefois en deçà des 200 maches lancées comme en 2009 en raison d'une blessure en fin de saison. Il complète l'année avec 10 victoires et 13 défaites et une moyenne de points mérités de 4,03 en 187 manches et un tiers au monticule.

#### Saison 2011
Il est deuxième derrière Mark Buerhle chez les lanceurs des Sox avec 12 victoires en 2011, mais termine l'année avec une fiche perdante de 12-13. C'est une quatrième année de 10 victoires ou plus pour Floyd, qui affiche une moyenne de points mérités encore une fois à la hausse (4,37 en 193,2 manches lancées).

#### Saison 2012
En 2012, Floyd amorce 29 parties des White Sox et remporte 12 victoires contre 11 défaites. Sa moyenne de points mérités se chiffre à 4,29 en 168 manches lancées. Il est, à égalité avec Ian Kennedy des Diamondbacks de l'Arizona, le lanceur des majeures qui atteint un frappeur adverse le plus souvent, soit 14 fois durant la campagne.

#### Saison 2013
Floyd n'effectue que 5 départs en 2013, à sa dernière saison chez les White Sox. Le 6 mai, il subit une opération de type Tommy John pour réparer des tendons et des ligaments de son bras et passe le reste de l'année en convalescence. En 5 matchs et 24 manches et un tiers lancées, sa moyenne se chiffre à 5,18 points mérités alloués par partie et il subit 4 défaites sans remporter de victoire.

### Braves d'Atlanta
Le 16 décembre 2013, Gavin Floyd signe un contrat d'un an avec les Braves d'Atlanta. Il effectue son retour au jeu le 6 mai 2014. En 9 départs, il fait très bien avec une moyenne de points mérités de 2,65 en 54 manches et deux tiers lancées. Cependant, à la 7e manche d'un départ contre Washington le 19 juin, il se fracture l'olécrane droit,, ce qui lui vaut une nouvelle opération et met fin à sa saison 2014.

### Indians de Cleveland
Le 16 décembre 2014, Floyd signe un contrat d'une saison valant 4 millions de dollars avec les Indians de Cleveland. Dès le camp d'entraînement des Indians au printemps suivant, Floyd se fracture le coude droit pour une deuxième année de suite. Après une opération, il ne rejoint Cleveland que pour 13 manches et un tiers lancées lors de 7 sorties en relève en septembre 2015.

### Blue Jays de Toronto
Le 6 février 2016, Floyd signe avec les Blue Jays de Toronto un contrat d'un million de dollars pour un an.

## Statistiques
| Saison | Équipe       | G   | GS | CG | SHO | V  | D  | SV | IP    | SO  | ERA   |
| ------ | ------------ | --- | -- | -- | --- | -- | -- | -- | ----- | --- | ----- |
| 2004   | Philadelphie | 6   | 4  | 0  | 0   | 2  | 0  | 0  | 28.1  | 24  | 3,49  |
| 2005   | Philadelphie | 7   | 4  | 0  | 0   | 1  | 2  | 0  | 26.0  | 17  | 10,04 |
| 2006   | Philadelphie | 11  | 11 | 1  | 1   | 4  | 3  | 0  | 54.1  | 34  | 7,29  |
| 2007   | Chicago WS   | 16  | 10 | 0  | 0   | 1  | 5  | 0  | 70.0  | 49  | 5,27  |
| 2008   | Chicago WS   | 33  | 33 | 1  | 0   | 17 | 8  | 0  | 206.1 | 145 | 3,84  |
| 2009   | Chicago WS   | 30  | 30 | 1  | 0   | 11 | 11 | 0  | 193.0 | 163 | 4,06  |
| 2010   | Chicago WS   | 31  | 31 | 1  | 0   | 10 | 13 | 0  | 187.1 | 151 | 4,08  |
| Totaux | Totaux       | 103 | 92 | 4  | 1   | 36 | 29 | 0  | 578.0 | 432 | 4,67  |

| Saison | Équipe     | G | GS | CG | SHO | V | D | SV | IP  | SO | ERA   |
| ------ | ---------- | - | -- | -- | --- | - | - | -- | --- | -- | ----- |
| 2008   | Chicago WS | 1 | 1  | 0  | 0   | 0 | 1 | 0  | 3.0 | 4  | 12,00 |
| Totaux | Totaux     | 1 | 1  | 0  | 0   | 0 | 1 | 0  | 3.0 | 4  | 12,00 |

Note : G = Matches joués ; GS = Matches comme lanceur partant ; CG = Matches complets ; SHO = Blanchissages ; 
V = Victoires ; D = Défaites ; SV = Sauvetages ; IP = Manches lancées ; SO = Retraits sur des prises ; ERA = Moyenne de points mérités.